# یئو تیونگ لای
یئو تیونگ لای (به انگلیسی: Yeoh Tiong Lay) (زاده ۱۸ دسامبر ۱۹۲۹ – درگذشته ۱۸ اکتبر ۲۰۱۷) کارآفرین، نیکوکار و مدیر ارشد اجرایی مالزیایی بود، که در سال ۱۹۵۵ شرکت وای‌تی‌ال را تأسیس نمود.
وی ریاست هیئت مدیره وای‌تی‌ال را بود و با دارایی خالص ۲٫۸ میلیارد دلار، در سال ۲۰۱۳ در رتبه ۵۰۳ از فهرست ثروتمندترین افراد جهان قرار گرفت.
وی به‌طور ناگهانی در ۱۸ اکتبر ۲۰۱۷ در ۸۷ سالگی درگذشت.